# Asulconotus
Asulconotus is een geslacht van rechtvleugeligen uit de familie veldsprinkhanen (Acrididae). De wetenschappelijke naam van dit geslacht is voor het eerst geldig gepubliceerd in 1974 door Ying.

## Soorten
Het geslacht Asulconotus omvat de volgende soorten:
- Asulconotus chinghaiensis Ying, 1974
- Asulconotus jiuzhiensis Yin, Zheng & Yin, 2012
- Asulconotus kozlovi Mishchenko, 1981